# Лаубах
Лаубах (њем. Laubach) град је у њемачкој савезној држави Хесен. Једно је од 18 општинских средишта округа Гисен. Према процјени из 2010. у граду је живјело 10.034 становника. Посједује регионалну шифру (AGS) 6531010.

## Географски и демографски подаци
Лаубах се налази у савезној држави Хесен у округу Гисен. Град се налази на надморској висини од 230–535 метара. Површина општине износи 97,0 km². У самом граду је, према процјени из 2010. године, живјело 10.034 становника. Просјечна густина становништва износи 103 становника/km².

## Међународна сарадња
| Мјесто | Држава    | Врста сарадње | Од    |
| ------ | --------- | ------------- | ----- |
|        | Турска    | партнерство   | 1995. |
|        | Француска | партнерство   | 1975. |
| Зурсел | Белгија   | партнерство   | 1996. |
| Извор  |           |               |       |